# Тиберій Юлій Ферокс
Тиберій Юлій Ферокс (лат. Tiberius Iulius Ferox; ? — після 117) — державний діяч часів Римської імперії, консул-суффект 99 року.

## Життєпис
Походження невідоме. Втім, за часів династії Флавіїв уже був сенатором. Мав довіру імператора Траяна. Також перебував у товариських стосунках з Плінієм Молодшим. У 99 році став консулом-суффектом. Під час своєї каденції очолив сенатський суд над Марією Приском, консуляром, розслідуючи зловживання останнього в провінції Африка. За рішенням Ферокса, Приска було засуджено на вигнання з Італії.
У 103 році призначено куратором Тибру. У 111 році був імператорським легат, проте назва провінції досі не встановлена. У 116—117 роках як проконсул керував провінцією Азією. Подальша доля невідома.